# Neros triumfbåge
Neros triumfbåge (latin: Arcus Neronis) var en triumfbåge på Capitolium i antikens Rom. Den uppfördes av kejsar Nero mellan år 58 och 62 e.Kr. för att hugfästa minnet av fältherren Gnaeus Domitius Corbulos militära segrar i Partien. Triumfbågen stod på området Inter duos lucos mellan det egentliga Capitolium och Arx.